# Sierra de la Serrella

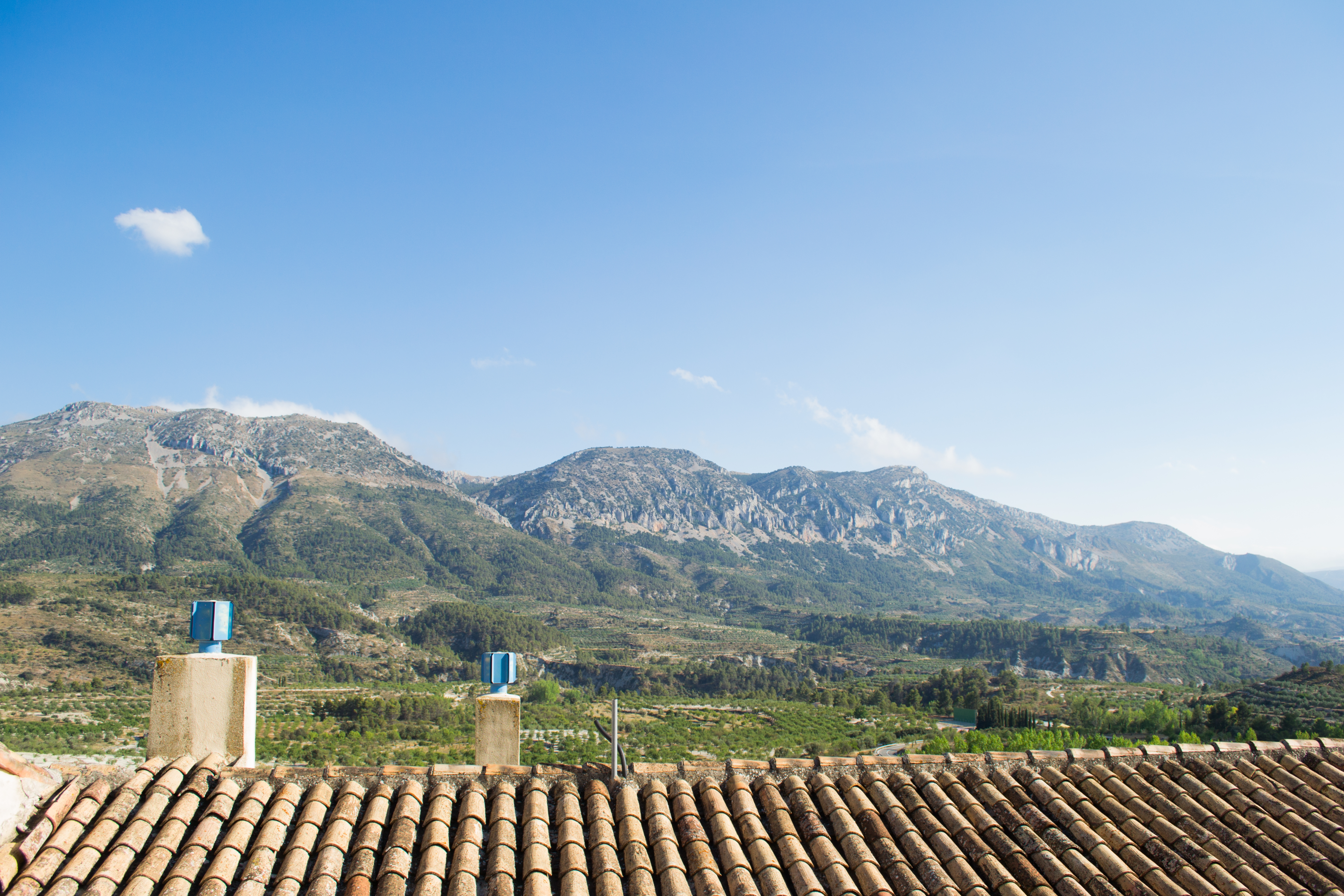
Sierra de la Serrella desde Benimasot.

La sierra de Serrella se localiza al norte de la provincia de Alicante (España) y se extiende sobre los términos de Beniardá, Confrides, Castell de Castells, Benasau, Cuatretondeta, Facheca y Famorca durante un longitud aproximada de 15 km. 
Su posición este-oeste con una naturaleza accidentada hace de barrera intercomarcal, teniendo por el sur a la Marina Baja y por el norte al Condado de Cocentaina y a la Marina Alta. Hacia el este la sierra continúa pero bajo la denominación de La Jortá, pues verdaderamente no podemos hablar de una discontinuidad entre ambas montañas.
Los picos más conocidos de la Serrella (Pla de la Casa, Mallada del Llop, La Serrella, L'Heura, Creus y Pico Serrella),  sobrepasan los 1300 metros de altitud.